# Carduelis flavirostris
Carduelis flavirostris là một loài chim trong họ Fringillidae.

## Tham khảo

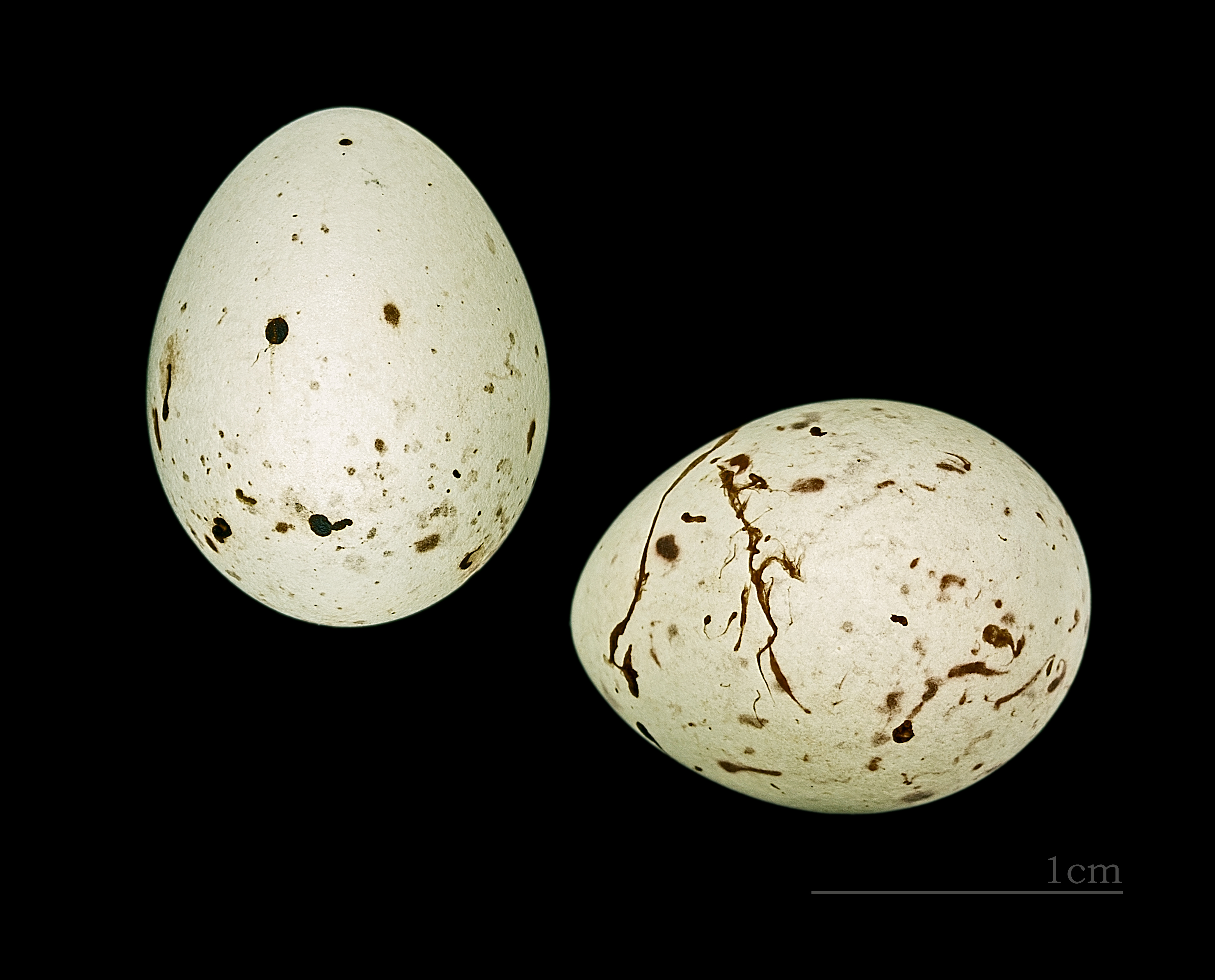
Trứng chim Carduelis flavirostris

## Phân loài
- C. f. flavirostris
- C. f. altaica